# Edward Pawley
Edward Joel Pawley (16 de marzo de 1901 – 27 de enero de 1988) fue un actor teatral, radiofónico y cinematográfico de nacionalidad estadounidense. 

## Inicios
Nacido en Kansas City (Misuri), mientras estudiaba en la high school se interesó por el periodismo y por la interpretación, estudiando arte dramático y actuando en obras representadas en la high school. Tras mudarse a la ciudad de Nueva York en 1920 para intentar hacer carrera en el teatro, en 1922 se casó con su compañera de la escuela, Martina May Martin, que había llegado a ser una actriz teatral profesional, y con la que tuvo un hijo, Martin Herbert Pawley (nacido en 1923). Edward y Martina se divorciaron más adelante, volvieron a casarse, y de nuevo se divorciaron. Finalmente, en 1937 se casó con la entonces popular cantante, bailarina y actriz del circuito de Broadway Helen Shipman, con la cual permaneció 47 años casado, hasta el fallecimiento de ella, ocurrido el 13 de abril de 1984.  

## Broadway
Pawley inició su carrera teatral en Broadway en 1923 con la obra The Shame Woman. A continuación actuó en piezas como Elmer Gantry (1928), Processional (1928), Street Scene (1929), Subway Express (1929), Two Seconds (1931), Life Begins (1932) y The Willow and I (1942). La rica voz de barítono de Pawley fue alabada por los comentaristas del momento, entre ellos Walter Winchell y Heywood Hale Broun. Aunque probablemente fue más famoso por su interpretación de Elmer Gantry en la obra del mismo nombre, fue su actuación como John Allen en Two Seconds la que llamó la atención de Warner Brothers y Hollywood.

## Hollywood
Pawley dejó el teatro en 1932 y fue a Hollywood, donde trabajó en más de 50 películas a lo largo de un período de tiempo de diez años. Tuvo papeles en filmes como Hoosier Schoolboy (con Mickey Rooney), G Men (con James Cagney), The Oklahoma Kid (con James Cagney y Humphrey Bogart), King Solomon of Broadway (con Edmund Lowe y Louise Henry), Each Dawn I Die (con George Raft y Cagney), Tom Sawyer, Detective (con Janet Waldo y Donald O'Connor) y Romance on the Range (con Roy Rogers y Gabby Hayes). Principalmente encarnó a malvados en filmes de gánsteres, horror, comedias y westerns. Hizo amistad con Cagney (con el que rodó cinco películas), Jackie Cooper (cuatro títulos) y Francis Lederer. Uno de sus primeros amigos en la industria del entretenimiento fue Arthur Hughes, actor del programa radiofónico de larga trayectoria Just Plain Bill. Hughes fue el padrino de Pawley en su boda con la actriz Martina May Martin.

## Radio
Pawley quedó desencantado con Hollywood a finales de la década de 1930 e inicios de la de 1940, por lo cual en 1942 dejó el medio y volvió de manera breve a Broadway, donde actuó con Gregory Peck en The Willow and I. Previamente, mientras se encontraba en Nueva York en los años treinta, Pawley había hecho primeros papeles románticos en el programa radiofónico The Collier Hour. Gracias a ello, volvió a actuar en la radio tras su vuelta a Nueva York. Así, intervino junto a Lucille Wall en la serie Portia Faces Life. En 1943 Pawley fue elegido para interpretar a "Steve Wilson" en la serie dramática Big Town, sustituyendo a Edward G. Robinson, que había encarnado al personaje desde 1937 a 1942, época en la que el show se producía en Hollywood. En Big Town Pawley trabajaba junto Fran Carlon, la cual interpretaba un papel que anteriormente habían hecho Claire Trevor y Ona Munson.
Durante el período de ocho años en el que trabajó Pawley, Big Town alcanzó el "número uno" de los programas radiofónicos de su género, con una audiencia estimada entre 10 millones y 20 millones de oyentes.

## Retiro
Edward Pawley dejó Big Town en 1951 y se retiró a la pequeña villa de Amissville, en la rural Virginia, un estado del cual estaba enamorado desde su época teatral. Durante su retiro se dedicó a la crianza de cabras de exposición, escribió poesía, y trabajó a tiempo parcial como locutor radiofónico en la emisora WCVA de Culpeper, Virginia. Mediada la década de 1950 se trasladó a vivir a Rock Mills, Virginia, donde, junto a su esposa dirigió una granja de productos orgánicos produciendo leche y queso de cabra. Además, durante un tiempo dirigió una tienda de comestibles, la "Cash and Totem Store", donde vendía algunos de sus productos. 
Edward Pawley falleció en 1988, dos meses antes de cumplir los 87 años de edad, en el Centro Médico de la Universidad de Virginia, en Charlottesville (Virginia). Sus restos, al igual que los de su segunda esposa, Helen Shipman, fueron incinerado, y sus cenizas esparcidas a lo largo del Río Rush. 
Pawley había tenido dos hermanos menores que también fueron actores: William M. Pawley (nacido sobre 1903) y J. Anthony Pawley (1910). Ambos hermanos actuaron en funciones en Broadway así como en el cine, aunque nunca alcanzaron el éxito de su hermano mayor.

## Filmografía
| Película                                                      | Año                                            | Personaje                                                            |
| The Desperadoes                                               | 1943                                           | Blackie (Ayudante de Sheriff)                                        |
| Eyes of the Underworld                                        | 1943                                           | Lance Merlin (gánster), también titulada Criminals of the Underworld |
| Flight Lieutenant                                             | 1942                                           | Larsen                                                               |
| Romance on the Range                                          | 1942                                           | Jerome Banning                                                       |
| True to the Army                                              | 1942                                           | Junior                                                               |
| Treat 'Em Rough                                               | 1942                                           | Martin                                                               |
| Hold That Ghost                                               | 1941                                           | (sin créditos) High Collar (gánster), también titulada Oh, Charlie   |
| Hit the Road                                                  | 1941                                           | Spike                                                                |
| Riders of Death Valley                                        | 1941                                           |                                                                      |
| San Francisco Docks                                           | 1940                                           | Monte March                                                          |
| The Texas Rangers Ride Again                                  | 1940                                           | Palo Pete                                                            |
| Flowing Gold                                                  | 1940                                           | Collins                                                              |
| River's End,                                                  | 1940                                           | Frank Crandell                                                       |
| Castle on the Hudson                                          | 1940                                           | Black Jack/'Blackie'                                                 |
| Old Hickory                                                   | 1939                                           | Vicepresidente Calhoun (sin créditos)                                |
| The Big Guy                                                   | 1939                                           | Chuck Burkhart                                                       |
| Each Dawn I Die                                               | 1939                                           | Dale                                                                 |
| Help Wanted                                                   | 1939                                           | (papel no conocido)                                                  |
| Unmarried                                                     | 1939                                           | Swade                                                                |
| The Lady's from Kentucky                                      | 1939) (como Edward J. Pawley).... Spike Cronin |                                                                      |
| Money to Loan (1939) (sin créditos) .... Calumette            |                                                |                                                                      |
| The Oklahoma Kid (1939) .... Ace Doolin                       |                                                |                                                                      |
| Tom Sawyer, Detective (1938) .... Brace Dunlap                |                                                |                                                                      |
| Ángeles con caras sucias (1938) .... Edwards                  |                                                |                                                                      |
| Sons of the Legion (1938) .... Baker                          |                                                |                                                                      |
| Smashing the Rackets (1938) .... Chin Martin                  |                                                |                                                                      |
| Little Tough Guy (1938)..... Jim Boylan                       |                                                |                                                                      |
| Prison Break (1938) .... Joe Fenderson                        |                                                |                                                                      |
| Romance of the Limberlost (1938) ....                         |                                                |                                                                      |
| You and Me (1938) (sin créditos) .... 'Dutch'                 |                                                |                                                                      |
| Gun Law (1938) .... 'The Raven'                               |                                                |                                                                      |
| Dangerous to Know (1938) .... John Rance                      |                                                |                                                                      |
| White Banners (1938) .... Bill Ellis                          |                                                |                                                                      |
| The Last Gangster (1937) (sin créditos) .... Brockett         |                                                |                                                                      |
| It Can't Last Forever (1937) .... Cronin                      |                                                |                                                                      |
| *Hoosier Schoolboy (1937) .... Capitán Fred Carter            |                                                |                                                                      |
| Mountain Justice (1937) .... Tod Miller                       |                                                |                                                                      |
| Dangerous Number (1937) (sin créditos) .... Segundo detective |                                                |                                                                      |
| Sinner Take All (1936) .... Capitán Bill Royce                |                                                |                                                                      |
| Sworn Enemy (1936) .... 'Dutch' McTurk                        |                                                |                                                                      |
| Tough Guy (1936) .... Tony                                    |                                                |                                                                      |
| King Solomon of Broadway (1935) .... 'Ice' Larson             |                                                |                                                                      |
| Dante's Inferno (1935) (sin créditos) .... Clinton            |                                                |                                                                      |
| 'G' Men (1935) .... Danny Leggett                             |                                                |                                                                      |
| Mississippi (1935) .... Joe Patterson                         |                                                |                                                                      |
| Helldorado (1935) (sin créditos) .... Minero                  |                                                |                                                                      |
| Treasure Island (1934) .... William O'Brien                   |                                                |                                                                      |
| Olsen's Big Moment (1933) (sin créditos) .... Joe 'Monk' West |                                                |                                                                      |
| Footlight Parade (1933) (sin créditos) ..... Marinero         |                                                |                                                                      |
| Tess of the Storm Country (1932) .... Ben Letts               |                                                |                                                                      |
| Thirteen Women (1932) .... Burns                              |                                                |                                                                      |